# Cannabis en Guinea Ecuatorial
El cannabis en Guinea Ecuatorial es ilegal en todas sus formas. Aun así, es bastante popular en todos los estratos de la sociedad fumar marihuana (especialmente entre hombres), llamada localmente banga. 
La producción, venta y posesión de marihuana están severamente sancionados con penas de multa y prisión, incluso si es con fines medicinales. A pesar de ello, no son comunes los arrestos por fumar o traficar, pues es una práctica muy extendida incluso entre los funcionarios de la propia administración.
Las plantas de cannabis se cultivan de forma local, en fincas privadas, entre yucas y plataneros. Junto con el iboga, una raíz alucinógena, son las dos drogas ilegales más comunes en el país. En las calles de Malabo, la capital, es fácil encontrar lugares donde comprar un «porro de pobre» por 100 francos CFA (0.15 €).

## Historia
El cannabis es originario de Asia central (área de los Himalayas) pero a pesar de no ser autóctono, se ha adaptado al clima tropical de África, donde se han desarrollado nuevas variedades locales. El cannabis pudo llegar al África ecuatorial en los siglos XIV-XV por comerciantes árabes que lo trajeron desde la India. De hecho, la palabra ecuatoguineana para el cannabis, banga, proviene del hindi bhang, término antiguo que se refería tanto a la planta como a una bebida popular que se prepara con ella.
Tradicionalmente, el cannabis y la iboga en Guinea Ecuatorial solo se consumían con fines ceremoniales.
El exdictador Francisco Macías Nguema, que gobernó cruelmente el país entre 1968 y 1979, consumía alcohol, banga e iboga en grandes cantidades. Esto potenció su estado mental desequilibrado, factor que favoreció la violencia de su régimen. Sus críticos también alegaron que fomentaba el cultivo de cannabis sobre otros cultivos necesarios.
En 1981, la esposa del embajador de Guinea Ecuatorial en España, Alejandro Evuna Owono, así como el jefe de policía de Guinea Ecuatorial, Ciriaco Mbomio, fueron detenidos en la Base Aérea de Getafe, España, por tráfico de cannabis entre ambos países. La banga era trasladada a Madrid camuflándola en sacos de cacahuetes y malangas, y se vendía en bares madrileños frecuentados por guineanos.